# Puerto Ferro
Puerto Ferro è una circoscrizione (in spagnolo: barrio) dell'isola comunale di Vieques, in Porto Rico.
Nel 1990 vennero condotti degli scavi archeologici che portarono alla luce i resti di ciò che si pensa potesse essere un uomo arcaico della cultura Ortoiroid, chiamato successivamente "uomo di Puerto Ferro"; tali resti furono datati intorno al 2000 a.C.